# Phanerochaete emplastra
Phanerochaete emplastra är en svampart som först beskrevs av Berk. & Broome, och fick sitt nu gällande namn av Hjortstam 1989. Phanerochaete emplastra ingår i släktet Phanerochaete och familjen Phanerochaetaceae.   Inga underarter finns listade i Catalogue of Life.